# 超·未·來
《超‧未‧來》（英語：Bionic）是美國女歌手克莉絲汀·阿奎萊拉的第六張個人專輯，於2010年6月8日在北美發行。本專輯與克莉絲汀以往音樂風格迥異，被視為是其對於全新音樂領域的嘗試。製作人與編曲者包含Tricky Stewart、Polow da Don以及Samuel Dixon，三人各分別錄製三首單曲。
《超‧未‧來》是克莉絲汀繼《天生歌姬》以來睽違四年的新作，首波主打單曲〈激情變身夜〉在多數發行國皆有打入單曲排行榜前40名。專輯評價正反不一，有些樂評讚賞克莉絲汀大膽的嘗試，其他樂評則認為克莉絲汀過度受到其歌曲製作人的干涉，而導致她的音樂前後不連貫。在美國，該專輯登上公告牌二百強專輯榜季軍，共售出110,000碟，這是她個人史上第二低的銷售紀錄。在英國，該專輯也創下英國專輯排行榜八年內冠軍專輯的最低銷售紀錄，在首周登上冠軍之後排名一路跌落，創下英國專輯週排行史上最快被擠出榜外的冠軍專輯。
2018年，美國唱片業協會認證其為金唱片，即美國銷量達50萬張；而全球已經超過100萬張。 （页面存档备份，存于）

## 創作背景
克莉絲汀早在2007年亞洲巡迴演出時便聲明下一張專輯將會不同於《天生歌姬》，呈現出「簡單、甜蜜並有全新感受」。產下一子後，克莉絲汀在與Ryan Seacrest訪談中表明，下一張專輯將會呈現出自己身為歌手全新的一面，並反映自己懷胎生子的心境。克莉絲汀過去曾表示，她傾向於利用每張專輯間隔體驗並享受自己的人生，如此一來才能在詞曲創作上做到最好。克莉絲汀在官方網站上發表：「在這張專輯裡，有著我和許來來自八方的優秀製作人合作的心血，我真的感到很驕傲。我挑選出來的合作人為《超‧未‧來》寫下了許多不同於以往的音樂，我想藉此進入他們的世界，並依其以我的精神和眼光領導這張專輯的完成。我對於成果十分滿意。」
克莉絲汀強調這張專輯融合了許多不同類型的音樂風格：「我創造了一種新鮮、性感的音樂風格，伴隨著電音和音樂的感官元素，既戲趣又深省。我等不及要讓樂迷們一聆我的新歌了。我想大家聽了以後絕對會大吃一驚。」「每張專輯都代表了我的個人生活，以及我成長的改變。...過去四年來...我變成了母親、妻子與演員，...這張專輯就是要反映這些改變。[因此]我選擇去和許多不同領域的人合作，並嘗試不同的音樂創作。...因此我得以以自己的歌聲來詮釋不同於以往的自己。」

## 錄製
2008年2月克莉絲汀和《People》雜誌訪談時提到她準備開始自比佛利山莊自家錄音室錄製下一張專輯。製作人其一DJ Premier停擺當時正在進行的Year Round Records籌備計畫，特地加入此專輯的幕後行列。他說道：「下一張仍是以流行音樂為主的專輯，她特別囑託我要依照以往一貫的風格來進行。我們預計下個月就會開始錄音。」《天生歌姬》的製作人琳达·佩里也有參與本專輯的錄製。在與《告示牌》2008年10月的訪談中，克莉絲汀指明本專輯的首席製作人將會由琳达·佩里擔任。
澳洲作曲家西雅．芙勒和貝斯手暨合作人的塞繆爾．迪克森也一同參與本專輯的錄製並為克莉絲汀寫了好幾首試樣歌。根據《告示牌》表示克莉絲汀自言其為西雅．芙勒的忠實粉絲，並對於兩人的合作感到十分興奮。克莉絲汀提到西雅的歌聲十分「堅實而獨特，她的歌聲十分特別。我還不曉得我們兩人在錄音室裡會擦出甚麼樣的火花，但不管如何成果肯定十分絢爛奪目。」兩人於2009年1月開始一同在錄音室內灌唱。據芙勒於個人部落格發表所言，兩人共同創作了四首歌。

## 音樂風格
克莉絲汀在2006年雅虎音樂主辦的「Yahoo! & Nissan Live Sets」當中指出，下一張專輯將與《天生歌姬》大相逕庭，並強調有「未來感」的風格。製作人Rob Lewis指出克莉絲汀本人希望下一張專輯的整體風格能更具未來、科技感。他說克莉絲汀邀他出席肯伊·威斯特的演唱會，並根據肯伊的舞台表演風格和音樂提出具體意見。此外他也被問及假設兩人一同合作應採何種形式進行可行性較高。他說：「我向各位保證，接下來克莉絲汀的音樂將會有很大的轉變，具原創性，又或許有點格格不入：克莉絲汀的原則是...不斷挑戰自己。」他透露：「我覺得很精彩，我不認為那很另類，也不覺得有甚麼好大驚小怪的；克莉絲汀一直以來就是一位勇於挑戰現狀的歌手，這是值得讚許的。好的歌手不會畫地自限，這張專輯將是她全新的開始，我真心的覺得這是自她的專輯《裸》有史以來最好的作品。 我真的認為這是張很完美的專輯，所有組合元素排列地恰到好處。」「克莉絲汀再度展現她融會貫通的能力，她又開始唱R&B和流行音樂了。這次她甚麼都具備了，但絕非濫竽充數，因為克莉絲汀有種魔力，那就是她多才多藝的個人魅力。」
據《Vibe》報導，Tricky Stewart說：「和克莉絲汀合作的經驗十分有趣，因為她期待的成果是與眾不同的，她的音樂是連自己也從未聽過的。她希望自己的音樂是獨一無二的，所以在製作這張專輯時我必須去思考如何才能為她創作出全新的音樂。其中我製作的三首歌，都是節奏感很強的歌，令人聽了隨之起舞，這是克莉絲汀新的體驗也是她全新的演唱技法。」《紐約郵報》訪談琳达·佩里的報導指出：「大家都知道克莉絲汀有一副好嗓子。但我說服她不用成天吊嗓子，因此這次她改變了一些風格，並大膽地嘗試電子音樂的風格...我認為對克莉絲汀來說，不使用恢弘的嗓門會令她很沒安全感，因為這是她最在行的；所以用柔美而輕聲地唱法來詮釋歌曲是她需要小心處理的課題。」
〈激情變身夜〉作為本專輯的主打單曲，早於2010年4月13日便先行發行。本單曲在北美之外獲得不錯的成績，並打入英國單曲榜第12名。此外在奧地利、澳洲打入榜單前30名，而在瑞典和紐西蘭皆擠進排行榜前40名。這首單曲基本上獲得不錯的評價，樂評們對於舞曲的風格和克莉絲汀的唱腔讚賞有加，並認為這是繼其2002年單曲〈下流〉之後最佳的舞曲。

## 評價
《超‧未‧來》評價正反不一。樂評網Metacritic根據22筆評價對此專輯評分55/100分，好壞參半（mixed or average reviews）。《斜向雜誌》（Slant Magazine）的Eric Henderson評此專輯褒貶各半的評價，認為這張專輯與布蘭妮於2008年發行專輯《妮裳馬戲團》（Circus）同樣具備流行大碟所有元素，並給予3/5顆星。《今日美國》的Elysa Gardner給予此專輯3/4顆星，認為克莉絲汀的歌喉為歌詞錦上添花。她提到在《超‧未‧來》當中克莉絲汀的造詣「透過成熟且更具想像力的附隨更上一層樓」，但認為整張專輯「沒甚麼啟發性」。 在一份評價不一的報導中，《紐約時報》的Jon Pareles認為相較於前兩張專輯這張專輯對克莉絲汀來說就像是「藝術風格大風吹」 ，指出這種改變是她「身為一個流行音樂歌手受到現下樂壇其他歌手壓力的影響」所致。他認為克莉絲汀亟欲表現的，是想把自己塑造成「性愛機器人」，他對此專輯作了以下描述：「就好像是一個一元的性愛機器人不斷地唱誦熱門舞曲以挑逗觀客」。PopMatters作家Omar Kholeif給了該專輯5/10分，並認為該專輯整體而言像是「 嘶聲流行樂與機械美學（robot glam）的復古結合」，最後則結尾道：「阿奎萊拉過度積極的越軌行為讓整張專輯呈現出一種－不登大雅之堂之感。」
《滾石》的Rob Sheffield給了該專輯2顆星半，並指出阿奎萊拉在《超‧未‧來》的電子時尚風格其實只是一種效法女神卡卡扮相的科技美感，並把Auto-Tune音量「調到最大」罷了。《華盛頓郵報》的Allison Stewart評論此專輯為「喧鬧、過度冗長」並認為本專輯最令人失望的地方是阿奎萊拉「拋棄了自己的歌聲」。她下此結論：克莉絲汀信誓旦旦所言的「全方位」，即「想展現她的新家庭生活，並試圖與女神卡卡競爭，此重建她性感小野貓的形象。」但她認為《超‧未‧來》的初衷並未達成。《泰晤士報》的Pete Paphides則有不同看法，給了此專輯4顆星，讚與克莉絲汀的重新定位，並認為這張專輯較之前的音樂更加「成熟並具有自信」。《Spin》的Christopher R. Weingarten則認為該專輯的「新目標」是建立在「混響、失真以及電腦 跳針運作」，並認為專輯當中某些含有「令人不悅的歌詞」是一種對於音樂製作的浪費。《西北先驅報》的 Mesfin Fekadu認為《超‧未‧來》是「令人感到遺憾的」一張專輯。他認為聽過這張專輯的人心中都會有一個疑問：「到底克莉絲汀跑去哪裡了？」他最後作結道：《超‧未‧來》是克莉絲汀的一個「失敗品」，「十分令人感到惋惜」。《衛報》的Alexis Petridi則認為和克莉絲汀先前的專輯比起來，就算她欲以新面貌示人也是無可厚非的。Petridis最後下結論說：「這張專輯雖然勇於嘗試，也令人感到驚奇；但卻有種讓人咬牙切齒與嗤之以鼻的衝動。」《Allmusic》的Stephen Thomas Erlewine則排除眾議，給了這張專輯4/5顆星。他認為《超‧未‧來》並不如同大家所言如此大膽，又說到除了專輯當中的兩首歌之外，其餘「並不如其所言有任何未來感存在。」但他也認為這並非全然是件壞事，因為「機器女神在出槌時反而更顯得有趣。」 The A.V. Club作者Genevieve Kosk則認為《超‧未‧來》過度倚賴音樂製作人與作曲家等幕後團隊，導致整張專輯聽起來令人「有聽沒有懂」。NOW Magazine的Benjamin Boles則認為雖然克莉絲汀的歌聲「魅力依舊」，但專輯每首歌聽起來都好像「她試圖模仿別人，但卻模仿地很失敗。」他也認為克莉絲汀聽起來並不是那麼地有自信。《溫哥華太陽報》的Heath Mccoy則認為在《超‧未‧來》當中的克莉絲汀顯得「十分乖僻，而且那些配合電音搔首弄姿的動作也無法讓人不把它跟女神卡卡產生聯想」。相較之下《告示牌》的Kerri Mason則給予此專輯不錯評價：「雖然人們總是會不經意愛上一些商業包裝過度的『天后』，但克莉絲汀的重歸讓人領悟到『唱功』仍舊是很重要的。但我並不是想就此強調在《超‧未‧來》當中克莉絲汀的歌聲仍舊是全部焦點，或者是要你們注意看一個舞力全開的少女天后如何變得更有女人味。除了此外，加上來自不同領域的幕後團隊賦予這張專輯全新的歷史意涵，讓這張專輯成為本年度以來最棒的流行音樂專輯...因為克莉絲汀懂得她的魅力所在，這也是她為何始終屹立不搖的原因。」

## 歌曲列表
| 曲序 | 曲目                                 | 词曲                                                                      | 製作人            | 时长 |
| ---- | ------------------------------------ | ------------------------------------------------------------------------- | ----------------- | ---- |
| 1.   | Bionic 超‧未‧來                      | Christina Aguilera, Kalenna Harper, John Hill, David Taylor               | John Hill, Switch | 3:21 |
| 2.   | Not Myself Tonight 激情變身夜        | Jamal Jones, Ester Dean, Jason Perry, Greg Curtis                         | Polow da Don      | 3:05 |
| 3.   | Woohoo 喔呼（featuring Nicki Minaj） | Aguilera, Onika Maraj, Claude Kelly, Dean, Jones                          | Polow da Don      | 5:29 |
| 4.   | Elastic Love 橡皮筋愛情              | Aguilera, Mathangi Arulpragasam, Hill, Taylor                             | John Hill, Switch | 3:34 |
| 5.   | Desnudate 裸裎以對                   | Aguilera, Christopher Stewart, Kelly                                      | Tricky Stewart    | 4:25 |
| 6.   | Love & Glamour (Intro)愛與閃耀       |                                                                           |                   | 0:11 |
| 7.   | Glam 巨星風采                        | Aguilera, Stewart, Kelly                                                  | Tricky Stewart    | 3:40 |
| 8.   | Prima Donna 超級天后                 | Aguilera, Stewart, Kelly                                                  | Tricky Stewart    | 3:26 |
| 9.   | Morning Dessert (Intro) 晨間點心     | Bernard Edwards, Jr                                                       | Focus...          | 1:33 |
| 10.  | Sex for Breakfast 限制級早餐         | Aguilera, Noel Fisher, Edwards, Jr                                        | Focus...          | 4:49 |
| 11.  | Lift Me Up 為我打氣                  | 琳达·佩里                                                                 | 琳达·佩里         | 4:07 |
| 12.  | My Heart (Intro) 我的心              |                                                                           |                   | 0:19 |
| 13.  | All I Need 我需要的一切              | Aguilera, Sia Furler, Samuel Dixon                                        | Samuel Dixon      | 3:33 |
| 14.  | I Am 我是                            | Aguilera, Furler, Dixon                                                   | Samuel Dixon      | 3:55 |
| 15.  | You Lost Me 你已失去我               | Aguilera, Furler, Dixon                                                   | Samuel Dixon      | 4:18 |
| 16.  | I Hate Boys 我討厭男生               | Aguilera, Jones, Dean, William Tyler, Bill Wellings, J.J. Hunter          | Polow da Don      | 2:24 |
| 17.  | My Girls 姊妹們（featuring Peaches） | Aguilera, Kathleen Hanna, Johanna Fateman, JD Samson, Merrill Beth Nisker | Le Tigre          | 3:08 |
| 18.  | Vanity 虛榮心                        | Aguilera, Dean, Claude Kelly                                              | Ester Dean        | 4:21 |
| 19.  | Monday Morning 週一早晨              | Aguilera, Sam Endicott, Hill, Taylor, Santi White                         | John Hill, Switch | 3:54 |
| 20.  | Bobblehead 無腦妹                    | Aguilera, Hill, Taylor, White                                             | John Hill, Switch | 3:02 |
| 21.  | Birds of Prey 掠食猛禽               | Aguilera, Cathy Dennis, Daniel Hunt, Reuben Wu, Helen Marnie, Mira Aroyo  | Ladytron          | 4:20 |
| 22.  | Stronger than Ever 更經得起          | Aguilera, Furler, Dixon                                                   | Samuel Dixon      | 4:16 |
| 23.  | I Am (Stripped) 我是(赤裸的)         | Aguilera, Furler, Dixon                                                   | Samuel Dixon      | 3:55 |

## 銷量認證
| 國別 | 來源               | 認證 |
| ---- | ------------------ | ---- |
| 澳洲 | 澳洲錄音工業協會   | 金   |
| 希臘 | 希臘國際唱片業協會 | 金   |

## 外部連結
- Bionic （页面存档备份，存于） Metacritic樂評網
- ChristinaAguilera.com 官方網站